# オパヴァ・ヴィーホト駅
オパヴァ・ヴィーホト駅（チェコ語：Opava východ）はチェコモラヴィア・スレスコ州オパヴァ郡オパヴァにある、鉄道施設管理公団（SŽDC）の鉄道駅。海抜255m地点に位置する。

## 駅構造
2面4線の地上駅。その他に側線がある。

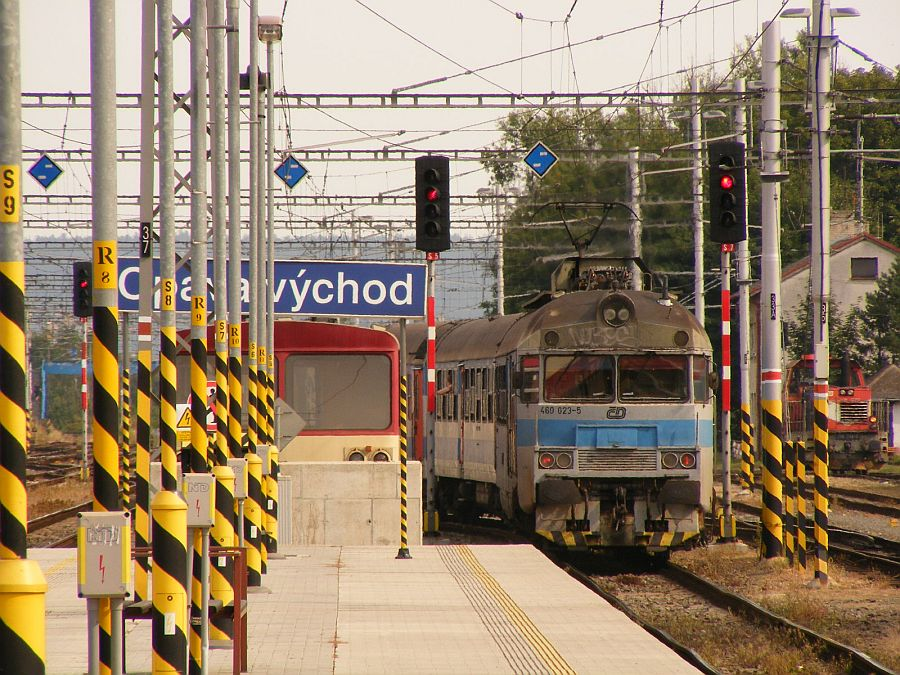
ホーム（2008年8月22日）

## 駅周辺
- シレジア・ヴ・オパヴァ大学（チェコ語版）

## 歴史
- ????年 - 開業。

## 隣の駅
チェコ鉄道
310号線
オパヴァ・ザーパト駅 - オパヴァ・ヴィーホト駅
314号線
オパヴァ・ヴィーホト駅 - キレショヴィツェ駅
315号線
オパヴァ・ヴィーホト駅 - キレショヴィツェ駅
317号線
オパヴァ・ヴィーホト駅 - オパヴァ・ザスターヴカ駅
321号線
オパヴァ・ヴィーホト駅 - オパヴァ＝コマーロフ駅